# Avalanch: Colección
Avalanch: Colección es un álbum recopilatorio de la banda española de heavy metal Avalanch y fue publicado por Xana Records en formato de disco compacto en el año de 2009.

## Contenido
Esta producción discográfica se compone de seis discos compactos y un DVD, que a la vez recopilan los álbumes de estudio Los poetas han muerto, Las ruinas del Edén, El hijo pródigo y Muerte y vida publicados en 2003, 2004, 2005 y 2007 respectivamente. Además, incluye el paquete completo (2 CD + DVD) del directo Caminar sobre el agua de 2008.

## Lista de canciones
Todos los temas fueron compuestos por Alberto Rionda.

| Disco uno: Primera parte de Caminar sobre el agua |                               |          |  |
| N.º                                               | Título                        | Duración |  |
| 1.                                                | «Ángel de la muerte»          | 6:21     |  |
| 2.                                                | «Otra vida»                   | 5:55     |  |
| 3.                                                | «Hoy te he vuelto a recordar» | 5:24     |  |
| 4.                                                | «Delirios de grandeza»        | 5:51     |  |
| 5.                                                | «Niño»                        | 7:28     |  |
| 6.                                                | «Papel roto»                  | 4:29     |  |
| 7.                                                | «Aprendiendo a perder»        | 5:55     |  |
| 8.                                                | «Alas de cristal»             | 4:07     |  |
| 9.                                                | «Juego cruel»                 | 6:04     |  |
| 10.                                               | «La cara oculta de la luna»   | 6:52     |  |
| 11.                                               | «Santa Bárbara»               | 2:07     |  |
| 12.                                               | «Aún respiro»                 | 3:59     |  |
| 1:04:32                                           |                               |          |  |

| Disco dos: Segunda parte de Caminar sobre el agua |                         |          |  |
| N.º                                               | Título                  | Duración |  |
| 1.                                                | «¿Quién soy?»           | 4:47     |  |
| 2.                                                | «Caminar sobre el agua» | 6:28     |  |
| 3.                                                | «Pies de barro»         | 6:03     |  |
| 4.                                                | «Alborada»              | 5:11     |  |
| 5.                                                | «Lucero»                | 5:05     |  |
| 6.                                                | «Xana»                  | 5:56     |  |
| 7.                                                | «Torquemada»            | 6:50     |  |
| 8.                                                | «Semilla del rencor»    | 4:29     |  |
| 9.                                                | «Sombra y ceniza»       | 7:29     |  |
| 10.                                               | «Lágrimas negras»       | 6:31     |  |
| 11.                                               | «La prisión de marfil»  | 11:17    |  |
| 1:10:06                                           |                         |          |  |

| Disco tres: Los poetas han muerto |                         |          |  |
| N.º                               | Título                  | Duración |  |
| 1.                                | «Lucero»                | 5:00     |  |
| 2.                                | «Cien veces»            | 6:48     |  |
| 3.                                | «Niño»                  | 7:55     |  |
| 4.                                | «Jamás»                 | 4:43     |  |
| 5.                                | «Alborada»              | 3:04     |  |
| 6.                                | «El viejo torreón»      | 5:27     |  |
| 7.                                | «Del cielo a la tierra» | 6:13     |  |
| 8.                                | «Los poetas han muerto» | 6:33     |  |
| 9.                                | «Madre Tierra»          | 8:06     |  |
| 10.                               | «Ecos de vida»          | 5:26     |  |
| 59:19                             |                         |          |  |

| Disco cuatro: Las ruinas del Edén |                                                             |          |  |
| N.º                               | Título                                                      | Duración |  |
| 1.                                | «Juego cruel»                                               | 5:09     |  |
| 2.                                | «Delirios de grandeza»                                      | 4:58     |  |
| 3.                                | «Xana»                                                      | 5:37     |  |
| 4.                                | «Lucero»                                                    | 4:07     |  |
| 5.                                | «Vientos del sur»                                           | 6:54     |  |
| 6.                                | «El ángel caído»                                            | 6:28     |  |
| 7.                                | «El viejo torreón»                                          | 5:25     |  |
| 8.                                | «Corazón negro»                                             | 4:43     |  |
| 9.                                | «Pelayo»                                                    | 7:11     |  |
| 10.                               | «Levántate y anda»                                          | 5:34     |  |
| 11.                               | «Cambaral»                                                  | 6:07     |  |
| 12.                               | «Antojo de un dios»                                         | 6:18     |  |
| 13.                               | «Las ruinas del Edén - a) Acto I - b) Acto II - c) Acto II» | 10:16    |  |
| 1:17:47                           |                                                             |          |  |

| Disco cinco: El hijo pródigo |                                           |          |  |
| N.º                          | Título                                    | Duración |  |
| 1.                           | «Alas de cristal»                         | 4:13     |  |
| 2.                           | «Semilla de rencor»                       | 4:35     |  |
| 3.                           | «Aún respiro»                             | 4:00     |  |
| 4.                           | «La cara oculta de la luna»               | 5:53     |  |
| 5.                           | «Tu fuego en mí»                          | 3:43     |  |
| 6.                           | «Papel roto»                              | 4:03     |  |
| 7.                           | «Mar de lágrimas»                         | 3:47     |  |
| 8.                           | «Un paso más»                             | 5:40     |  |
| 9.                           | «Lágrimas negras»                         | 3:50     |  |
| 10.                          | «El hijo pródigo»                         | 5:00     |  |
| 11.                          | «Volviendo a casa» (canción instrumental) | 2:11     |  |
| 46:03                        |                                           |          |  |

| Disco seis: Muerte y vida |                               |          |  |
| N.º                       | Título                        | Duración |  |
| 1.                        | «Ángel de la muerte»          | 6:36     |  |
| 2.                        | «Muerto en vida»              | 5:23     |  |
| 3.                        | «Pies de barro»               | 5:31     |  |
| 4.                        | «Hoy te he vuelto a recordar» | 5:27     |  |
| 5.                        | «Aprendiendo a perder»        | 5:50     |  |
| 6.                        | «Otra vida»                   | 5:52     |  |
| 7.                        | «Caminar sobre el agua»       | 6:01     |  |
| 8.                        | «¿Quién soy?»                 | 4:44     |  |
| 9.                        | «Sombra y ceniza»             | 5:31     |  |
| 10.                       | «La prisión de marfil»        | 4:39     |  |
| 11.                       | «Bajo las flores»             | 6:24     |  |
| 1:01:58                   |                               |          |  |

| DVD: Concierto completo de Caminar sobre el agua |                               |          |  |
| N.º                                              | Título                        | Duración |  |
| 1.                                               | «Ángel de la muerte»          | 6:21     |  |
| 2.                                               | «Otra vida»                   | 5:55     |  |
| 3.                                               | «Hoy te he vuelto a recordar» | 5:24     |  |
| 4.                                               | «Delirios de grandeza»        | 5:51     |  |
| 5.                                               | «Niño»                        | 7:28     |  |
| 6.                                               | «Papel roto»                  | 4:29     |  |
| 7.                                               | «Aprendiendo a perder»        | 5:55     |  |
| 8.                                               | «Alas de cristal»             | 4:07     |  |
| 9.                                               | «Juego cruel»                 | 6:04     |  |
| 10.                                              | «La cara oculta de la luna»   | 6:52     |  |
| 11.                                              | «Santa Bárbara»               | 2:07     |  |
| 12.                                              | «Aún respiro»                 | 3:59     |  |
| 13.                                              | «¿Quién soy?»                 | 4:47     |  |
| 14.                                              | «Caminar sobre el agua»       | 6:28     |  |
| 15.                                              | «Pies de barro»               | 6:03     |  |
| 16.                                              | «Alborada»                    | 5:11     |  |
| 17.                                              | «Lucero»                      | 5:05     |  |
| 18.                                              | «Xana»                        | 5:56     |  |
| 19.                                              | «Torquemada»                  | 6:50     |  |
| 20.                                              | «Semilla del rencor»          | 4:29     |  |
| 21.                                              | «Sombra y ceniza»             | 7:29     |  |
| 22.                                              | «Lágrimas negras»             | 6:31     |  |
| 23.                                              | «La prisión de marfil»        | 11:17    |  |
| 2:14:36                                          |                               |          |  |

## Créditos

### Avalanch
- Ramón Lage — voz principal y coros
- Alberto Rionda — guitarra líder
- Daniel León — guitarra rítmica
- Fran Fidalgo — bajo
- Marco Álvarez — batería
- Roberto Junquera — teclados (excepto en los discos uno y dos)
- Mario Fueyo — teclados (en los discos uno y dos)

### Músicos adicionales

#### Disco tres
- Fano «The Dark» — voz y coros (en la canción tres)
- Andre Matos — voz (en las canciones siete y nueve)
- Jbara — voz y coros, lotare, taarija y carcaba (en la canción nueve)
- Jacobo de Miguel — piano (en la canción cinco)
- Diego González — acordeón — (en la canción cinco)
- José Ramón Ceñera Gutiérrez — cuarteto de cuerdas (en la canción cinco)
- José Antonio Longo Iglesias — cuarteto de cuerdas (en la canción cinco)
- Ignacio Rodríguez Guerra — cuarteto de cuerdas (en la canción cinco)
- Igor Medio — buzukis (en las canciones uno, cinco y diez)